# Fortaleza de Santa Cruz (Orán)

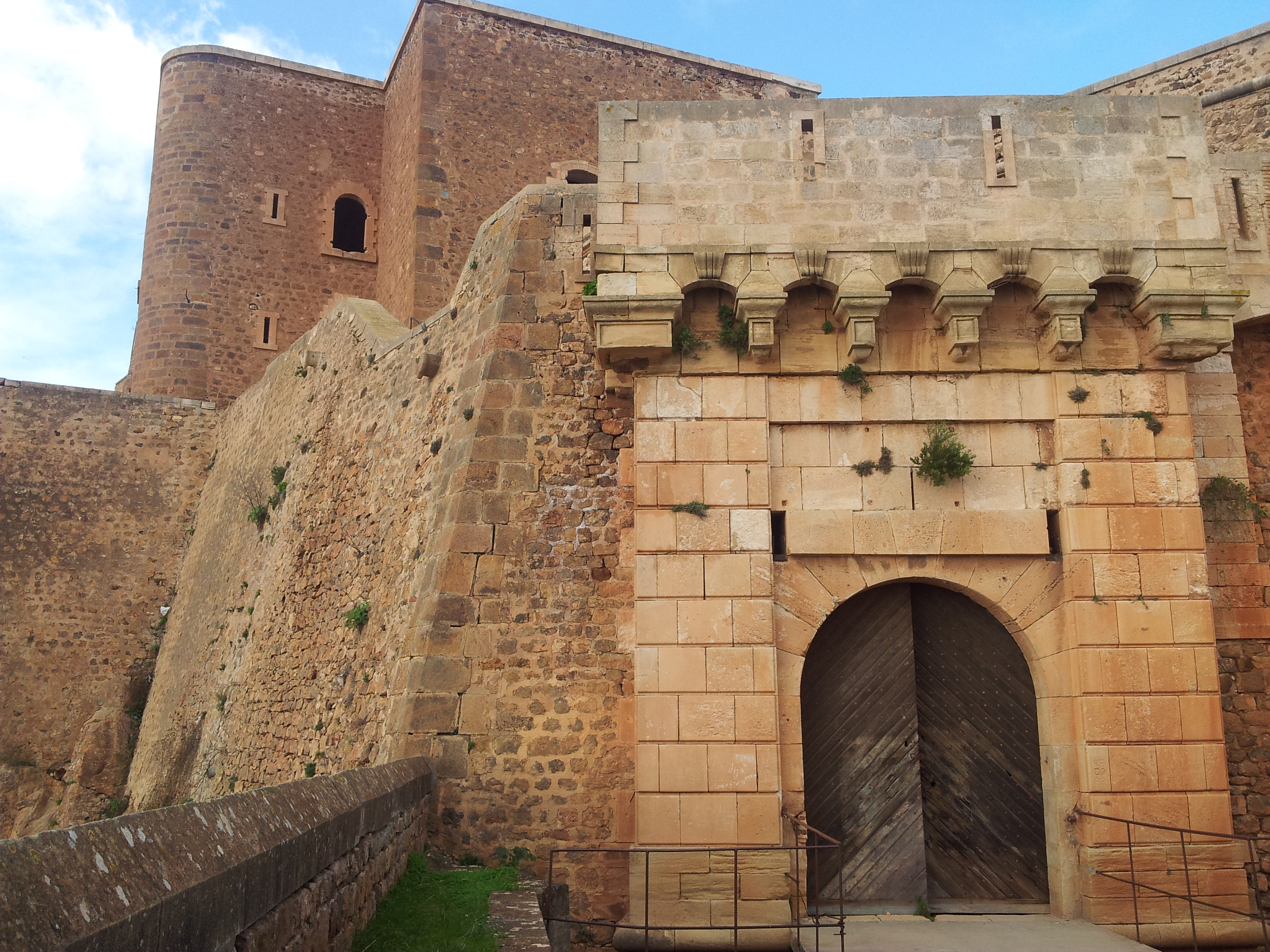
Fuerte de Santa Cruz en el Monte de Santa Cruz, Orán

La fortaleza de Santa Cruz era un bastión militar de España en el Norte de África desde donde se ejercía, además, la soberanía española sobre Orán. Fue construida entre 1577 y 1604 y se encuentra en la cota más alta del monte de Santa Cruz.

## Historia
El Imperio Otomano construyó un fuerte en el mismo lugar. Cuando España derrota a los otomanos en el siglo XVI reconstruye el fuerte. Los españoles gobernaron Orán durante 300 años, dada su importancia estratégica y pesquera, y esta fortaleza era donde se alojaban los gobernadores custodiados por fuerzas militares. Los españoles mejoraron las fortificaciones a lo largo del tiempo, pero esto no impidió que el fuerte fuera objeto de varios ataques. Cabe destacar el ataque del marroquí Mulay Ismail Sharif en 1707. En 1791 tiene lugar un fuerte terremoto en Orán que prácticamente arrasa la ciudad y los españoles son en gran parte evacuados. Los franceses colonizaron la ciudad en 1831, sin embargo hubo una fuerte presencia española hasta 1972.
La fortaleza tiene en sus inmediaciones una capilla conocida como Capilla del Monte de Santa Cruz como santuario de la Virgen de la Salud.